# Ecnomus montanus
Ecnomus montanus är en nattsländeart som beskrevs av Martin E. Mosely 1932. Ecnomus montanus ingår i släktet Ecnomus och familjen trattnattsländor. Inga underarter finns listade i Catalogue of Life.